# リンカーンパーク (ミシガン州)
リンカーンパーク（英: Lincoln Park）は、アメリカ合衆国ミシガン州ロウアー半島のデトロイト川近く、ウェイン郡に位置する都市。デトロイト都市圏のダウンリバー（下流）と呼ばれる都市と町がある地域に属している。人口は3万7231人（2014年推計）。
リンカーンパークは1921年に村として組織され、1925年に市として再編された。その地域には元々ポタワトミ族インディアンが住んでいたが、1776年にフランス人開拓者ピエール・サンコスムに土地を譲った。リンカーンパークの市域には特に工場など無いが、近くにあるデトロイトの製鉄所や自動車工場で働く労働者を供給するベッドタウンとして発展した。

## 地理
アメリカ合衆国国勢調査局に拠れば、市域全面積は5.89平方マイル (15.2630.43 km2)であり、全て陸地である。イコース川の北と南の支流が市内を流れ、合流した後に市域から出て行く。
リンカーンパークはデトロイト市、アレンパーク市、メルビンデール市、イコース市、ワイアンドット市、サウスゲイト市と接している。
2015年までにディックス・ハイウェイとフォート通り沿いに、多くのヒスパニック系企業が開店してきた。

## 歴史

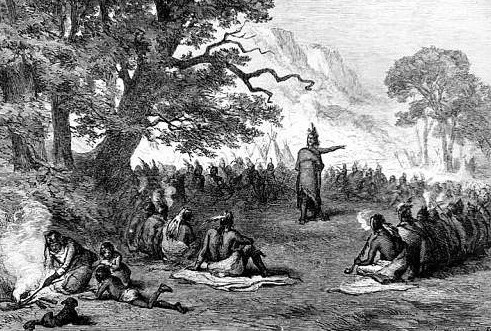
ポンティアック酋長の部族会議

リンカーンパークが市として法人化されるずっと以前、イコース川に沿った地域はポンティアック戦争の間に重要な集会の場所となった。1763年4月27日、デトロイト地域の幾つかのインディアン部族がここに集まり、オタワ族指導者ポンティアック酋長の話を聞いた。ポンティアックは聞き手に向かって、彼と合流してイギリスのデトロイト砦を急襲するよう促し、それを5月9日に実行した。今日、その場所はカウンシル・ポイント公園と呼ばれ、小さな彫刻のある岩が、歴史的集会の行われた場所を示している。
イコース郡区の中で最初に区画が決められた地区が後の1906年にリンカーンパークとなった。1921年に村として法人化され、1925年には市として再度法人化された。
1948年に革新的なタッカー・セダンを開発し、その資金など議論を呼んだことで有名なプレストン・タッカーは1900年代初期にリンカーンパークで育った。タッカーは若い時にリンカーンパーク警察署に入り、その署が使う高性能自動車に近づくことができた。
20世紀、リンカーンパークは、ヘンリー・フォードのリバールージュ工場など自動車産業の工場で働く多くの労働者のためのベッドタウンとして成長した。1950年代、町の南東にリンカーンパーク・プラザ（1955年）と北西側にリンカーンパーク・ショッピングセンター（1956年）という2つの大型ショッピングサイトが建設された。
リンカーンパークの名声を作っているものの中に、1960年代にパンク・ロック・グループ「MC5」のメンバーが住んでいたことが挙げられる。このバンドは、小さな中心街にあるファストフード・レストランチェーン店ホワイト・キャッスルの駐車場で、カーラジオから流れる音楽をグループで聞く習慣があったことから、発生したという噂があった。ロックコンサートのポスター画家ゲイリー・グリムショーは彼等と同じ時期にリンカーンパークで育った。
2015年、リンカーンパークは初めてシンコ・デ・マヨを開催した。

## 人口動態

### 2010年国勢調査
以下は2010年国勢調査による人口統計データである。
| 基礎データ - 人口: 38,144 人 - 世帯数: 14,924 世帯 - 家族数: 9,685 家族 - 人口密度: 2,500.4人/km2（6,476.1 人/mi2） - 住居数: 16,530 軒 - 住居密度: 1,083.6軒/km2（2,806.5 軒/mi2） 人種別人口構成 - 白人: 84.2% - アフリカン・アメリカン: 5.9% - ネイティブ・アメリカン: 0.7% - アジア人: 0.5% - その他の人種: 5.4% - 混血: 3.2% - ヒスパニック・ラテン系: 14.9% | 年齢別人口構成 - 18歳未満: 24.8% - 18-24歳: 8.7% - 25-44歳: 28.7% - 45-64歳: 26.3% - 65歳以上: 11.5% - 年齢の中央値: 37歳 - 性比（女性100人あたり男性の人口） - 総人口: 96.1 世帯と家族（対世帯数） - 18歳未満の子供がいる: 34.4% - 結婚・同居している夫婦: 40.8% - 未婚・離婚・死別女性が世帯主: 16.9% - 非家族世帯: 35.1% - 単身世帯: 29.0% - 65歳以上の老人1人暮らし: 9.8% - 平均構成人数 - 世帯: 2.55人 - 家族: 3.13人 |

### 2000年国勢調査
以下は2000年国勢調査による人口統計データである。
| 基礎データ - 人口: 40,008 人 - 世帯数: 16,204 世帯 - 家族数: 10,581 家族 - 人口密度: 2,640.5人/km2（6,834.9 人/mi2） - 住居数: 16,821 軒 - 住居密度: 1,110.2軒/km2（2,873.7 軒/mi2） 人種別人口構成 - 白人: 93.26% - アフリカン・アメリカン: 2.06% - ネイティブ・アメリカン: 0.53% - アジア人: 0.512.24% - 太平洋諸島系: 0.00% - その他の人種: 1.82% - 混血: 1.81% - ヒスパニック・ラテン系: 6.39% | 年齢別人口構成 - 18歳未満: 24.3% - 18-24歳: 8.5% - 25-44歳: 32.7% - 45-64歳: 20.4% - 65歳以上: 14.1% - 年齢の中央値: 36歳 - 性比（女性100人あたり男性の人口） - 総人口: 95.7 - 18歳以上: 93.7 世帯と家族（対世帯数） - 18歳未満の子供がいる: 30.2% - 結婚・同居している夫婦: 46.3% - 未婚・離婚・死別女性が世帯主: 13.3% - 非家族世帯: 34.7% - 単身世帯: 29.3% - 65歳以上の老人1人暮らし: 11.3% - 平均構成人数 - 世帯: 2.46人 - 家族: 3.04人 | 収入と家計 - 収入の中央値 - 世帯: 22,515米ドル - 家族: 29,747米ドル - 性別 - 男性: 10,197米ドル - 女性: 6,549米ドル - 人口1人あたり収入: 14,140米ドル - 貧困線以下 - 対人口: 44.7% - 対家族数: 40.1% - 18歳未満: 20.3% - 65歳以上: 4.7% |

### 少数民族
2015年、リンカーンパーク市の緊急財務マネジャー、ブラッド・クールターが、ヒスパニック系およびラテン系の人口が市人口の約15%を構成するようになっており、「市にとって成長し、重要な部分になり」、「市の安定化に実際に貢献している」と語った。

## 教育

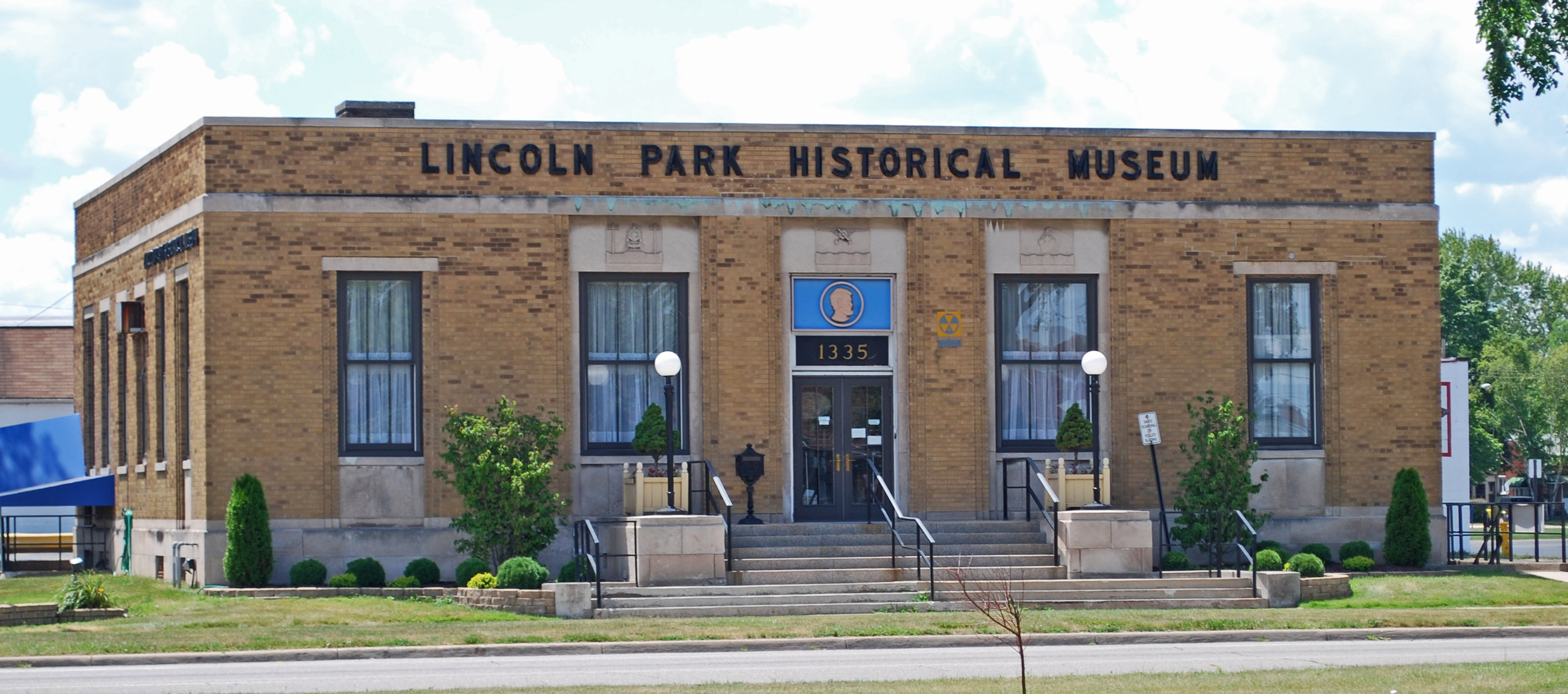
旧リンカーンパーク郵便局、現在は歴史博物館

市内の公共教育はリンカーンパーク公共教育学区が管轄しており、18歳未満19,700人に対応している。この学区にはリンカーンパーク高校、リンカーンパーク中学校、カー小学校、ジェイムズ・A・フット小学校、フーバー小学校、ケッペン小学校、ラファイエット小学校、ポーン小学校、ラウプ小学校が含まれている。
フランク・G・ミクスター小学校は2009年から2010年の教育年度後に閉校となった。
私立学校としてはクライス・ザ・グッド・シェパードがある。

## 著名な出身者
ロックバンドのMC5は1964年に市内で結成された。2015年、「MC5の50年」と題する展示会がリンカーンパーク歴史博物館で開催された。その他に著名な出身者として、アメリカンフットボール選手のデニス・ブラウン、メジャーリーグベースボール選手のアーノルド・アーリーとラリー・パシュニック、イラストレーターのビル・モリソン、シンガーソングライターのボブ・シーガー、自動車の事業家プレストン・タッカーがいた。

## 関連図書
- Staff of The Lincoln Park Preservation Alliance (December 2, 2005). Lincoln Park, Michigan. South Carolina: Arcadia Publishing. p. 77. ISBN 978-0-7385-3970-6